# Basilica di San Vitale (Roma)

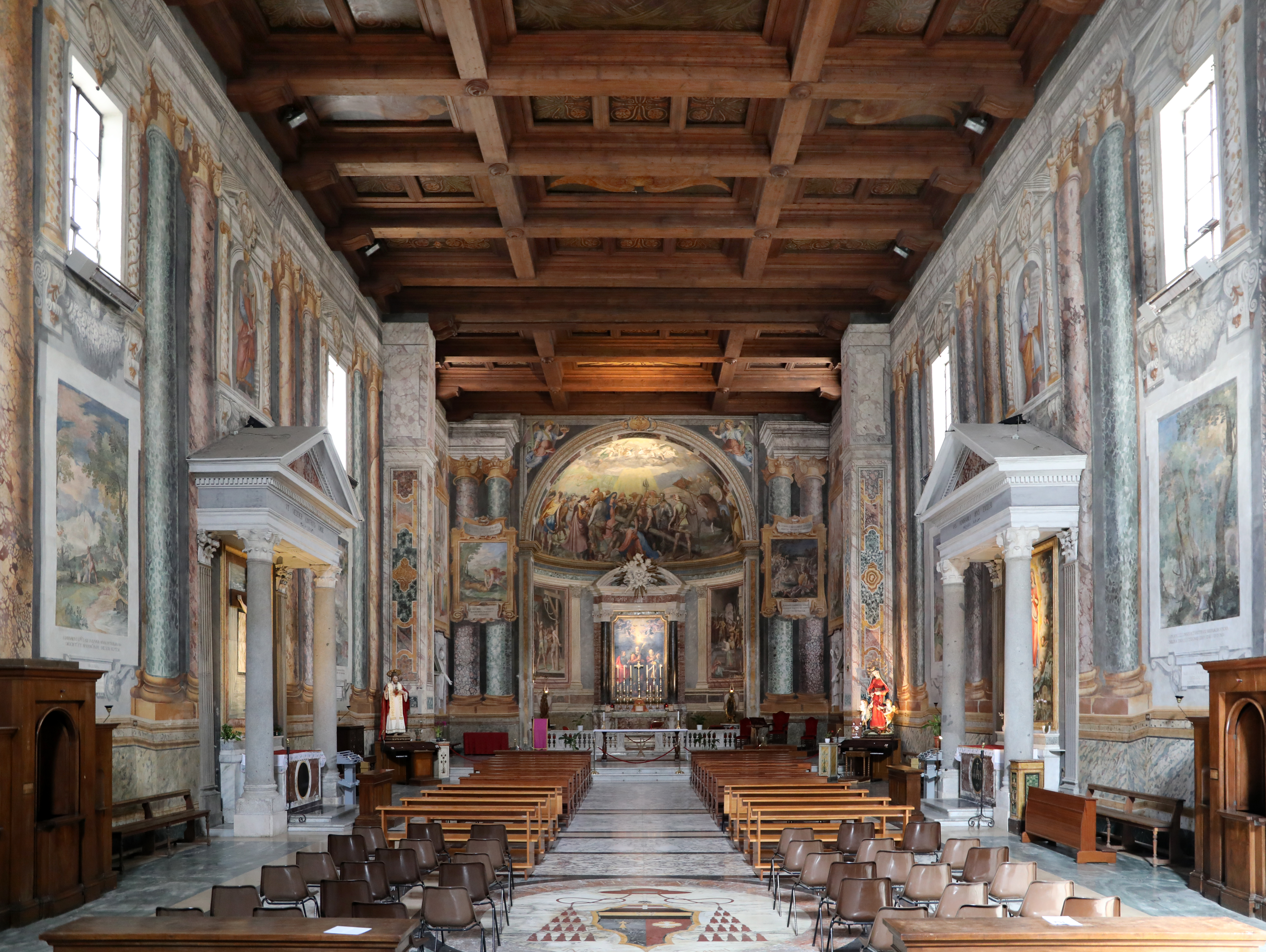
Interno

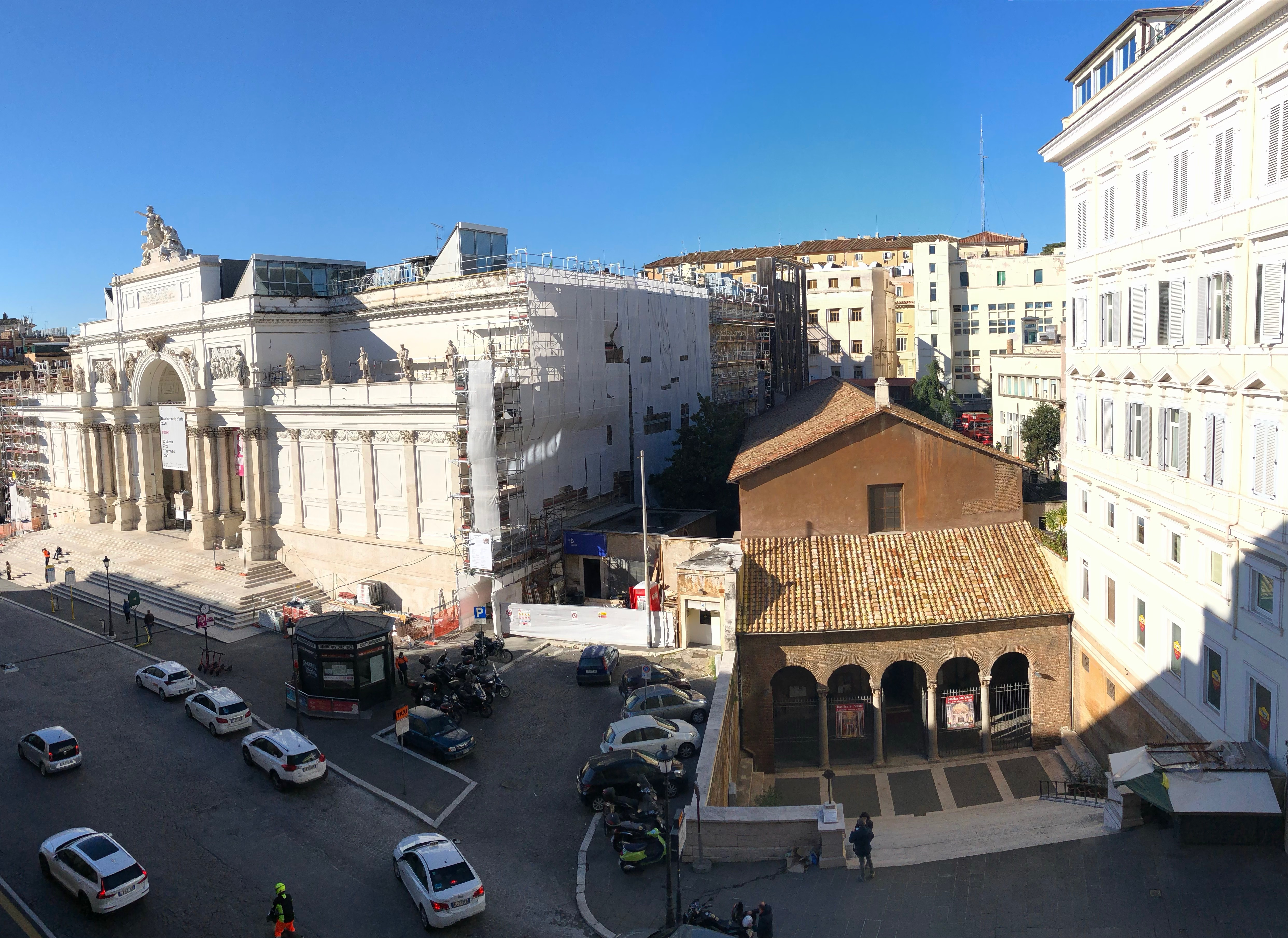

La paleocristiana basilica imperiale dei Santi Martiri Vitale, Valeria, Gervasio e Protasio conosciuta più comunemente come basilica di San Vitale e Compagni Martiri in Fovea (Parrocchia Romana) o più semplicemente come San Vitale al Quirinale. È il più antico  luogo di culto cattolico del centro storico di Roma, situato in via Nazionale. La basilica imperiale di San Vitale al Quirinale, edificata sotto il pontificato di Papa Siricio dopo il 386  e consacrata e riccamente ornata dal Papa Innocenzo nel 402 (Luigi Hutter e Vincenzo Golzino) è la prima basilica cristiana pubblica con battistero (ancora non ritrovato) non fondata su templi pagani preesistenti, menzionata nel Liber pontificalis, edificata dall'Imperatore Teodosio per volontà di sant'Ambrogio di Milano, in onore del ritrovamento miracoloso dei corpi di Gervasio e Protasio martiri a Milano. È la basilica più affrescata di Roma.

## Storia
Nella località del “Puteus Probae” non lontano dalla monumentale scalea del vicus Longus al Quirinale, si iniziò la costruzione dopo il 386 della prima basilica imperiale romana dedicata al nuovo culto venuto dall’oriente dell’impero romano: il Dio dei cristiani all’indomani dell'editto di Milano, che sanciva la libertà di culto ai Cristiani all'interno dell'Impero romano. Considerata la più antica basilica cristiana non fondata su templi pagani preesistenti, menzionata nel Liber pontificalis, edificata dall'Imperatore Teodosio per volontà di Papa Siricio e del Vescovo sant'Ambrogio di Milano, in onore del ritrovamento miracoloso dei corpi di Gervasio e Protasio.
La pia Vestina, ricca matrona di stirpe senatoria, lascia tutti i suoi averi per la costruzione. I sacerdoti Ursicino e Leopardo e il Diacono Liviano presiedono la fabbrica della basilica nell'area del Capitolium Vetus al Quirinale. Papa Innocenzo I la consacra nel 402 e vi costruì un battistero per evangelizzare il popolo romano della Suburra. Vi eresse il Titulus Vestinae, ultimo  in ordine cronologico ma non per importanza degli antichi Titoli. Secondo il catalogo di Pietro Mallio, stilato sotto il pontificato di papa Alessandro III, il titolo era collegato alla basilica di Santa Maria Maggiore ed i suoi sacerdoti vi celebravano messa a turno. Dal Titolo, dipendeva la basilica di Sant'Agnese fuori le mura. Fino a pochi anni fa si celebrava solennemente il triduo in onore di sant'Agnese.
Nel VII secolo, San Gregorio Magno stabilisce che nella Litania settiforme la processione delle vedove muova da questa chiesa, cui si dà per la prima volta il nome del martire San Vitale, sposo della martire Santa Valeria e padre di Gervasio e Protasio.
La basilica fu officiata dai monaci benedettini fino alla fine del 1300, dagli inizi del 1400 fu affidata ai Canonici Regolari.
La caratteristica architettonica della basilica imperiale di San Vitale è data da un gran numero di colonne (ancora visibili esternamente) che sorreggevano un tetto a capriate con una navata centrale, fiancheggiata su ogni lato da un corridoio stretto, sempre porticato come un padiglione riccamente coperto e adorno ma senza pareti.
I Sacerdoti del Titulus Vestinae sottoscrivono gli atti del Concilio di Roma (499), mentre nella sottoscrizione del Concilio di Roma (595) compare per la prima volta l'appellativo Titulus Sancti Vitalis. Fu restaurata e dotata di ricchi doni da papa Leone III (795-816), nuovamente restaurata in epoca medievale; fu completamente rifatta dai Pontefici Sisto IV (1475) e Clemente VIII (1595), il medesimo pontefice affida la basilica alla Compagnia di Gesù divenendo la prima sede del noviziato dei gesuiti.
Per il grande Giubileo del 1600 venne completamente restaurata grazie all’ingegno del gesuita Giovan Battista Fiammeri (1606) Questi intervenuto ridusse la basilica ad una sola navata, al posto delle tre originarie, e portarono alla scomparsa del portico, chiuso e ridotto a vestibolo della Chiesa. Si occupò anche di realizzare e progettare tutto l’attuale ciclo pittorico degli affreschi finanziato dalla munifica Principessa Isabella della Rovere.
Da San Vitale partirono i primi  gesuiti esploratori e missionari per andare in tutto il mondo, in modo particolare nel Nuovo Mondo, la pala d’Altare nella cappella a destra ne è l’esempio. È infatti la prima immagine a Roma ed in Europa della Miracolosa Immagine di Nostra Signora di Guadalupe dipinta sempre dal gesuita Fiammeri.
Molti furono i gesuiti celebri di San Vitale: San Stanislao Kostka che è sepolto nell’attigua chiesa di Sant’Andrea al Quirinale, poi il beato Rodolfo Acquaviva, il beato Pietro Berno, san Roberto Southwell (1578), il beato Tomaso Cottam (1579), il venerabile Abramo Giorgi (1582-1584), sant’Enrico Walpole (1584-1585), san Luigi Gonzaga, san Giovanni Berchmans, san Davide Lewis (1645-1646), il beato Antonio Baldinucci (1681-1683). Il noviziato rimase attivo fino al 1873.
Nel 1859 il beato Pio IX come risarcimento all'intervento dissennato dell’immobiliarista Federico Francesco Saverio de Mérode che condannò la basilica ad essere interrata, fece costruire la caratteristica scalinata d'accesso (33 gradini come gli anni di Cristo) a causa dell'innalzamento del piano stradale.
Nel 1873 la Compagnia di Gesù è costretta a lasciare la basilica e il titolo cardinalizio, soppresso nel 1595 fu restaurato da papa Leone XIII nel 1880, e lo stesso Pontefice eresse la basilica a parrocchia romana nel 1884.
Lavori di restauro effettuati nel 1937-1938 hanno ripristinato il portico originario.

## Descrizione
La facciata presenta un portico, dell'epoca paleocristiana, a cinque arcate su colonne con capitelli del IV secolo, a cui in passato ne corrispondevano altre cinque nella facciata, oggi murate. Il portale d'ingresso presenta un'iscrizione e lo stemma di Sisto IV, e preziosi battenti lignei scolpiti agli inizi del XVI secolo.

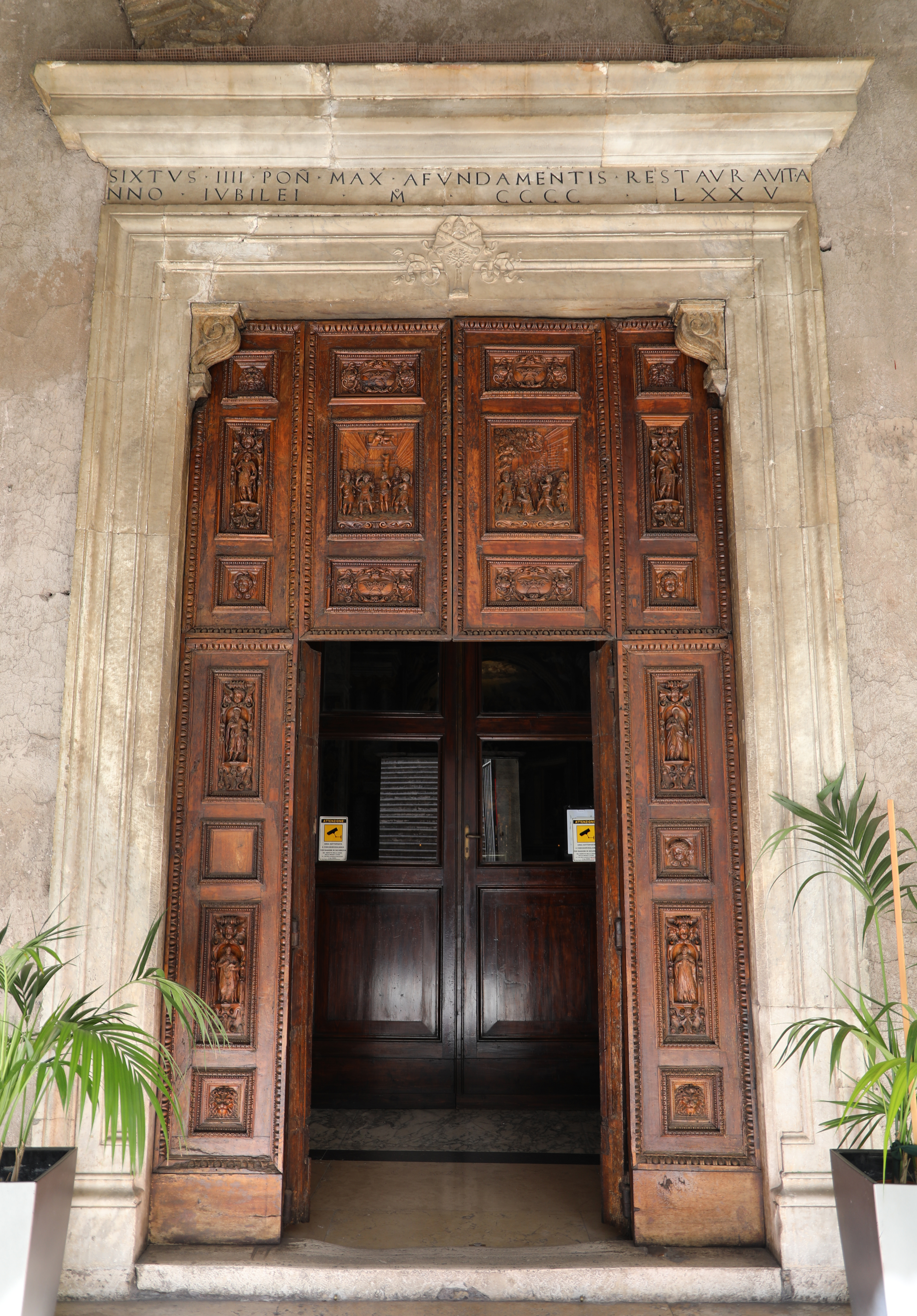
Il portale intagliato

Il ciclo iconografico di San Vitale è composto da statue, quadri e affreschi. Siamo perciò di fronte a quattro sistemi diversi di rappresentazione, a quattro livelli tematici. Nella navata emerge dapprima con forza l’apparato scenografico di tipo architettonico, rappresentato sulle pareti con il sistema dei quattro altari, dopo l’apparato decorativo geometrico e floreale che riempie gli spazi e fa da sfondo, successivamente tutto ciò che è rappresentato nei riquadri e nelle nicchie; infine le rappresentazioni del presbiterio, dell’esedra e del catino absidale. Questi ultimi due livelli tematici sono quelli più significativi, sia sotto il profilo artistico che a livello catechetico e ideologico.
L’apparato decorativo: Il sistema dell’apparato decorativo è fatto di forme geometriche intagliate nei marmi dipinti, di riquadri e di immagini naturalistiche. Questo sistema in un certo senso potrebbe apparire quello meno importante, poiché esiguo rispetto alle altre immagini, ma soprattutto perché interviene come riempitivo degli spazi di transizione tra i temi narrati e gli fa da sfondo, uno sfondo molto ricco, in linea con il gusto dell’epoca in cui è stato concepito.
Al di là della raffigurazione dei marmi policromi vediamo che spesso è ripetuta la rappresentazione di foglie di palma, rimando per eccellenza al tema martirio, principalmente nei riquadri del contro soffitto ligneo, viene continuamente dipinta tra le mani dei nostri Personaggi, per essere infine più chiara ed incisiva sui setti murari di transizione tra navata e presbiterio, dove in alto ne vediamo chiaramente due affiancate con una corona sovrapposta. Ecco il motivo per cui questa immagine delle palme incoronate è l’eco della dedicazione piena della basilica ai Martiri, il simbolo dell’incoronazione del martirio.
L’apparato architettonico: L’apparato iconografico architettonico è rappresentato dagli affreschi sulle pareti e dagli altari laterali, che si presentano come una scenografia. Poste su un podio elevato delle gigantesche colonne binate, con capitello pseudo ionico, dipinte in marmi policromi, tutte diverse l’una dall’altra, a simboleggiare una ipotetica provenienza del materiale dallo spoglio di altri edifici, ed una la trabeazione sovrastante che si pone al margine del controsoffitto ligneo; tra gli intercolumni sono compresi in basso dei riquadri e in alto delle nicchie, inserite in un altro ordine architettonico. Tutto questo apparato è opera di Annibale Priori che lo concepisce secondo le più audaci formule illusionistiche e prospettiche, che erano tipiche dell’epoca barocca.
Il colonnato non è altro che la rappresentazione della memoria dell’edificio paleocristiano, diviso in tre navate, per cui questa immagine invita al passaggio ideale verso gli spazi laterali, quelli appunto aperti tra le colonne. Ovviamente questa è una rappresentazione fantasiosa, poiché il colonnato del IV sec. non aveva di certo quelle dimensioni, le colonne con tutta la trabeazione dovevano innalzarsi da terra fino a tre quarti dalla parete e non esisteva il basamento. Ma questo è un gioco illusionistico, finalizzato a porre l’enfasi sul tema della partecipazione del mondo esterno con quello interno, e viceversa, in un rimbalzo continuo di visuali, cosa che accade osservando le pareti per intero, fatto proprio per commuovere l’osservatore e generare in sé la domanda della relazione tra la coscienza individuale e il cosmo.
I quattro altari laterali sono quelli della Chiesa del IV sec. traslati nell’attuale posizione, con piccoli rimaneggiamenti, a seguito degli interventi sistini. Del Flammeri sono i quadri presenti in tre altari.
L'abside è stato restaurato nel 1859, mentre sono di epoca recente (1934) il pavimento ed il soffitto ligneo realizzato su progetto dell’Architetto Ezio Garroni. Ai lati vi sono quattro Altari, due per lato, provenienti dalla Chiesa del IV secolo.
Frate gesuita, Giovanni Battista Fiammeri intorno al 1560, alunno di Bartolomeo Ammannati, ideò tutto il ciclo pittorico della basilica dipingendo anche le pale dei Santi Confessori, della Immacolata Concezione e il Trionfo delle Sante fanciulle.
Nel transetto gli affreschi di Agostino Ciampelli raffiguranti la Lapidazione e martirio di san Vitale. Altri affreschi, raffiguranti Storie di martiri e profeti sono di Tarquinio Ligustri. L'abside fu invece dipinta da Andrea Commodi.
Sulla cantoria posta a ridosso della controfacciata era presente un organo a canne costruito nel 1931 dai fratelli Schimicci. L'organo venne rubato nel 2012.

## Competenza territoriale
La parrocchia comprende nella propria circoscrizione territoriale Piazza del Quirinale, per cui ha la competenza canonica circa il servizio di assistenza spirituale per il personale dipendente e in pensione della Presidenza della Repubblica al Palazzo del Quirinale, nonché della Corte Costituzionale, per cui il parroco viene designato e nominato della diocesi di Roma, garantendo le attività liturgico-pastorali tipiche del contesto parrocchiale, dalla celebrazione liturgica alla catechesi.